# Eutrixopsis hova
Eutrixopsis hova là một loài ruồi trong họ Tachinidae.